# English Open 2019
L'English Open 2019 è il nono evento della stagione 2019-2020 di snooker ed è quarta edizione di questo torneo che si è disputato dal 14 al 20 ottobre 2019 a Crawley in Inghilterra.
È il primo torneo stagionale dell'Home Nations Series.
Il 17 ottobre Tom Ford ha realizzato il suo quinto 147 in carriera contro Shaun Murphy.
1° English Open, 1º Torneo Home Nations Series e 16º Titolo Ranking per Mark Selby.

## Finale 2018:Stuart Bingham9-7Mark Davis[3]

### Montepremi
- Vincitore: £70.000
- Finalista: £30.000
- Semifinalisti: £20.000
- Quarti di Finale: £10.000
- Sedicesimi di Finale: £7.500
- Trentaduesimi di Finale: £4.000
- Sessantaquattresimi di Finale: £3.000
- Miglior Break della competizione: £5.000

### Fase a eliminazione diretta[4]
| Centoventottesimi di Finale | Sessantaquattresimi di Finale | Trentaduesimi di Finale | Sedicesimi di Finale   | Quarti di Finale       | Semifinale                | Finale                  |
| --------------------------- | ----------------------------- | ----------------------- | ---------------------- | ---------------------- | ------------------------- | ----------------------- |
| Al meglio dei 7 frames      | Al meglio dei 7 frames        | Al meglio dei 7 frames  | Al meglio dei 7 frames | Al meglio dei 9 frames | Al meglio degli 11 frames | Al meglio dei 17 frames |

Il Ranking indicato è quello prima dell'inizio della competizione.
| Giocatore             | Giocatore          | Risultato       | Ranking Giocatore 1 | Ranking Giocatore 2 |
| --------------------- | ------------------ | --------------- | ------------------- | ------------------- |
| Stuart Bingham        | Kacper Filipiak    | 4 - 3           | 13                  | 104                 |
| Si Jiahui             | Soheil Vahedi      | 4 - 0           | 113                 | 109                 |
| Zhou Yuelong          | Michael White      | 4 - 2           | 33                  | 55                  |
| Ben Woollaston        | Andrew Higginson   | 4 - 3           | 40                  | 58                  |
| Ali Carter            | Alan McManus       | 2 - 4           | 17                  | 54                  |
| Gerard Greene         | Tian Pengfei       | 3 - 4           | 110                 | 68                  |
| Ding Junhui           | Dominic Dale       | 3 - 4           | 18                  | 100                 |
| Matthew Stevens       | Xu Si              | 2 - 4           | 44                  | 124                 |
| Duane Jones           | Lu Ning            | 3 - 4           | 98                  | 62                  |
| Tom Ford              | Peter Lines        | 4 - 0           | 25                  | 126                 |
| Bai Langning          | Jimmy White        | 4 - 2           | 103                 | 121                 |
| Kyren Wilson          | Liang Wenbó        | 4 - 1           | 9                   | 36                  |
| Fan Zhengyi           | Riley Parsons      | 4 - 3           | 97                  | 115                 |
| Anthony McGill        | Chris Wakelin      | 2 - 4           | 26                  | 46                  |
| Martin Gould          | Sunny Akani        | 3 - 4           | 34                  | 51                  |
| Shaun Murphy          | Chang Bingyu       | 4 - 2           | 8                   | 92                  |
| Neil Robertson        | Kishan Hirani      | 4 - 0           | 4                   | 87                  |
| Marco Fu              | Ken Doherty        | 4 - 0           | 59                  | 63                  |
| Scott Donaldson       | Zhao Xintong       | 3 - 4           | 29                  | 52                  |
| Anthony Hamilton      | Zhang Jiankang     | 4 - 2           | 61                  | 86                  |
| David Gilbert         | Stuart Carrington  | 4 - 1           | 12                  | 49                  |
| Ryan Davies           | Lei Peifan         | 4 - 2           | (Dilettante)        | 114                 |
| Jimmy Robertson       | Robert Milkins     | 4 - 2           | 22                  | 39                  |
| Kurt Maflin           | Noppon Saengkham   | 4 - 3           | 37                  | 35                  |
| Harvey Chandler       | Mike Dunn          | 2 - 4           | 85                  | 65                  |
| Graeme Dott           | Mark Davis         | 4 - 2           | 21                  | 38                  |
| Joe O'Connor          | Ian Burns          | 4 - 2           | 66                  | 127                 |
| Stephen Maguire       | Thepchaiya Un-Nooh | 0 - 4           | 14                  | 41                  |
| Luo Honghao           | Sam Craigie        | 2 - 4           | 69                  | 64                  |
| Ricky Walden          | Alex Borg          | 4 - 0           | 30                  | 125                 |
| Michael Holt          | James Cahill       | 4 - 1           | 45                  | 107                 |
| Mark Williams         | Jamie Clarke       | 4 - 2           | 3                   | 84                  |
| Ronnie O'Sullivan     | Jamie O'Neill      | 4 - 3           | 2                   | 105                 |
| Yuan Sijun            | Igor Figueiredo    | 4 - 0           | 48                  | 116                 |
| Hossein Vafaei        | Simon Lichtenberg  | 4 - 3           | 31                  | 101                 |
| Thor Chuan Leong      | Chen Feilong       | 3 - 4           | 83                  | 89                  |
| Yan Bingtao           | Mei Xiwen          | 3 - 4           | 15                  | 70                  |
| Ryan Day              | Eden Sharav        | 4 - 0           | 20                  | 123                 |
| Ashley Carty          | Elliot Slessor     | 0 - 4           | 81                  | 75                  |
| Jak Jones             | Brandon Sargeant   | 3 - 4           | 71                  | 106                 |
| Xiao Guodong          | Rod Lawler         | 4 - 2           | 23                  | 111                 |
| Alfie Burden          | Andy Hicks         | 4 - 3           | 76                  | 119                 |
| Jack Lisowski         | Jackson Page       | 4 - 1           | 11                  | 108                 |
| Hammad Miah           | Mitchell Mann      | 4 - 2           | 88                  | 91                  |
| Matthew Selt          | Craig Steadman     | 4 - 0           | 28                  | 74                  |
| Alexander Ursenbacher | Martin O'Donnell   | 2 - 4           | 95                  | 42                  |
| Mark Selby            | Barry Pinches      | 4 - 2           | 5                   | 120                 |
| Mark Allen            | James Wattana      | 4 - 2           | 7                   | 82                  |
| Andy Lee              | David Lilley       | 4 - 3           | 96                  | 117                 |
| Luca Brecel           | Adam Stefanow      | 1 - 4           | 27                  | 90                  |
| Jordan Brown          | Louis Heathcote    | 1 - 4           | 78                  | 93                  |
| Barry Hawkins         | Amiri Amine        | 4 - 0           | 10                  | 128                 |
| Michael Georgiou      | David Grace        | 4 - 3           | 50                  | 94                  |
| Lyu Haotian           | Zhang Anda         | 1 - 4           | 24                  | 73                  |
| Fergal O'Brien        | Nigel Bond         | 4 - 0           | 67                  | 99                  |
| Billy Joe Castle      | John Astley        | 2 - 4           | 122                 | 76                  |
| Gary Wilson           | Mark Joyce         | 4 - 1           | 19                  | 47                  |
| Liam Highfield        | Oliver Lines       | 4 - 1           | 60                  | 79                  |
| Joe Perry             | Mark Lloyd         | 4 - 1           | 16                  | (Dilettante)        |
| Lee Walker            | Chen Zifan         | 4 - 1           | 80                  | 102                 |
| Mark King             | Robbie Williams    | 0 - 4           | 32                  | 56                  |
| Sam Baird             | Daniel Wells       | 3 - 4           | 72                  | 57                  |
| Judd Trump            | Peter Ebdon        | 4 - 0           | 1                   | 53                  |
| Li Hang               | Fraser Patrick     | 4 - 0 (Forfait) | 43                  | 118                 |

| Giocatore         | Giocatore          | Risultato       | Ranking Giocatore 1 | Ranking Giocatore 2 |
| ----------------- | ------------------ | --------------- | ------------------- | ------------------- |
| Stuart Bingham    | Si Jiahui          | 1 - 4           | 13                  | 113                 |
| Zhou Yuelong      | Ben Woollaston     | 4 - 0           | 33                  | 40                  |
| Alan McManus      | Tian Pengfei       | 2 - 4           | 54                  | 68                  |
| Dominic Dale      | Xu Si              | 4 - 1           | 100                 | 124                 |
| Lu Ning           | Tom Ford           | 0 - 4           | 62                  | 25                  |
| Bai Langning      | Kyren Wilson       | 3 - 4           | 103                 | 9                   |
| Fan Zhengyi       | Chris Wakelin      | 4 - 3           | 97                  | 46                  |
| Sunny Akani       | Shaun Murphy       | 1 - 4           | 51                  | 8                   |
| Neil Robertson    | Marco Fu           | 4 - 2           | 4                   | 59                  |
| Zhao Xintong      | Anthony Hamilton   | 4 - 0           | 52                  | 61                  |
| David Gilbert     | Ryan Davies        | 4 - 0           | 12                  | (Dilettante)        |
| Jimmy Robertson   | Kurt Maflin        | 3 - 4           | 22                  | 37                  |
| Mike Dunn         | Graeme Dott        | 0 - 4           | 65                  | 21                  |
| Joe O'Connor      | Thepchaiya Un-Nooh | 3 - 4           | 66                  | 41                  |
| Michael Holt      | Mark Williams      | 4 - 1           | 45                  | 3                   |
| Ronnie O'Sullivan | Yuan Sijun         | 4 - 3           | 2                   | 48                  |
| Hossein Vafaei    | Chen Feilong       | 4 - 2           | 31                  | 89                  |
| Mei Xiwen         | Li Hang            | 4 - 0           | 70                  | 43                  |
| Ryan Day          | Elliot Slessor     | 2 - 4           | 20                  | 75                  |
| Brandon Sargeant  | Xiao Guodong       | 0 - 4           | 106                 | 23                  |
| Alfie Burden      | Jack Lisowski      | 3 - 4           | 77                  | 11                  |
| Hammad Miah       | Matthew Selt       | 1 - 4           | 88                  | 28                  |
| Martin O'Donnell  | Mark Selby         | 1 - 4           | 42                  | 5                   |
| Mark Allen        | Andy Lee           | 4 - 0           | 7                   | 96                  |
| Adam Stefanow     | Louis Heathcote    | 3 - 4           | 90                  | 93                  |
| Barry Hawkins     | Michael Georgiou   | 4 - 0           | 10                  | 50                  |
| Zhang Anda        | Fergal O'Brien     | 2 - 4           | 73                  | 67                  |
| John Astley       | Gary Wilson        | 1 - 4           | 76                  | 19                  |
| Liam Highfield    | Joe Perry          | 2 - 4           | 60                  | 16                  |
| Lee Walker        | Robbie Williams    | 4 - 3           | 80                  | 56                  |
| Daniel Wells      | Judd Trump         | 0 - 4           | 57                  | 1                   |
| Sam Craigie       | Ricky Walden       | 0 - 4 (Forfait) | 64                  | 30                  |

| Giocatore         | Giocatore          | Risultato | Ranking Giocatore 1 | Ranking Giocatore 2 |
| ----------------- | ------------------ | --------- | ------------------- | ------------------- |
| Si Jiahui         | Zhou Yuelong       | 4 - 0     | 113                 | 33                  |
| Tian Pengfei      | Dominic Dale       | 4 - 2     | 68                  | 100                 |
| Tom Ford          | Kyren Wilson       | 4 - 2     | 25                  | 9                   |
| Fan Zhengyi       | Shaun Murphy       | 0 - 4     | 97                  | 8                   |
| Neil Robertson    | Zhao Xintong       | 0 - 4     | 4                   | 52                  |
| David Gilbert     | Kurt Maflin        | 4 - 2     | 12                  | 37                  |
| Graeme Dott       | Thepchaiya Un-Nooh | 2 - 4     | 21                  | 41                  |
| Ricky Walden      | Michael Holt       | 4 - 3     | 30                  | 45                  |
| Ronnie O'Sullivan | Hossein Vafaei     | 4 - 1     | 2                   | 31                  |
| Mei Xiwen         | Elliot Slessor     | 4 - 1     | 70                  | 75                  |
| Xiao Guodong      | Jack Lisowski      | 4 - 3     | 23                  | 11                  |
| Matthew Selt      | Mark Selby         | 2 - 4     | 28                  | 5                   |
| Mark Allen        | Louis Heathcote    | 4 - 1     | 7                   | 93                  |
| Barry Hawkins     | Fergal O'Brien     | 4 - 2     | 10                  | 67                  |
| Gary Wilson       | Joe Perry          | 4 - 3     | 19                  | 16                  |
| Lee Walker        | Judd Trump         | 4 - 2     | 80                  | 1                   |

| Giocatore          | Giocatore     | Risultato | Ranking Giocatore 1 | Ranking Giocatore 2 |
| ------------------ | ------------- | --------- | ------------------- | ------------------- |
| Si Jiahui          | Tian Pengfei  | 0 - 4     | 113                 | 68                  |
| Tom Ford           | Shaun Murphy  | 4 - 3     | 25                  | 8                   |
| Zhao Xintong       | David Gilbert | 3 - 4     | 52                  | 12                  |
| Thepchaiya Un-Nooh | Ricky Walden  | 2 - 4     | 41                  | 30                  |
| Ronnie O'Sullivan  | Mei Xiwen     | 3 - 4     | 2                   | 70                  |
| Xiao Guodong       | Mark Selby    | 1 - 4     | 23                  | 5                   |
| Mark Allen         | Barry Hawkins | 4 - 0     | 7                   | 10                  |
| Gary Wilson        | Lee Walker    | 3 - 4     | 19                  | 80                  |

| Giocatore     | Giocatore    | Risultato | Ranking Giocatore 1 | Ranking Giocatore 2 |
| ------------- | ------------ | --------- | ------------------- | ------------------- |
| Tian Pengfei  | Tom Ford     | 0 - 5     | 68                  | 25                  |
| David Gilbert | Ricky Walden | 5 - 4     | 12                  | 30                  |
| Mei Xiwen     | Mark Selby   | 3 - 5     | 70                  | 5                   |
| Mark Allen    | Lee Walker   | 5 - 1     | 7                   | 80                  |

| Giocatore  | Giocatore     | Risultato | Ranking Giocatore 1 | Ranking Giocatore 2 |
| ---------- | ------------- | --------- | ------------------- | ------------------- |
| Tom Ford   | David Gilbert | 3 - 6     | 25                  | 12                  |
| Mark Selby | Mark Allen    | 6 - 5     | 5                   | 7                   |

| FINALE K2 Leisure Centre, Crawley, Inghilterra, Regno Unito, 20 ottobre 2019 ARBITRO: Terry Camilleri | FINALE K2 Leisure Centre, Crawley, Inghilterra, Regno Unito, 20 ottobre 2019 ARBITRO: Terry Camilleri | FINALE K2 Leisure Centre, Crawley, Inghilterra, Regno Unito, 20 ottobre 2019 ARBITRO: Terry Camilleri |
| Mark Selby (5)                                                                                        | 9 - 1                                                                                                 | David Gilbert (12)                                                                                    |
| --- | --- | --- |
| PRIMA SESSIONE: 1-0 2-0 3-0 4-0 5-0 5-1 6-1 7-1 (7-1) SECONDA SESSIONE: 8-1 9-1 (2-0)                 | | |
| MIGLIOR BREAK: 130 CENTURY BREAKS: 2                                                                  | [ 5 ]                                                                                                 | MIGLIOR BREAK: 101 CENTURY BREAKS: 1                                                                  |
| Mark Selby vince l'English Open 2019                                                                  | | |

#### Statistiche
| Giocatore             | Numero di frames vinti |
| --------------------- | ---------------------- |
| Mark Selby            | 36                     |
| David Gilbert         | 28                     |
| Mark Allen            | 26                     |
| Tom Ford              | 24                     |
| Mei Xiwen             | 19                     |
| Lee Walker            | 17                     |
| Tian Pengfei          | 16                     |
| Ricky Walden          | 16                     |
| Ronnie O'Sullivan     | 15                     |
| Shaun Murphy          | 15                     |
| Zhao Xintong          | 15                     |
| Gary Wilson           | 15                     |
| Thepchaiya Un-Nooh    | 14                     |
| Xiao Guodong          | 13                     |
| Si Jiahui             | 12                     |
| Barry Hawkins         | 12                     |
| Jack Lisowski         | 11                     |
| Joe Perry             | 11                     |
| Dominic Dale          | 10                     |
| Kyren Wilson          | 10                     |
| Kurt Maflin           | 10                     |
| Matthew Selt          | 10                     |
| Graeme Dott           | 10                     |
| Fergal O'Brien        | 10                     |
| Judd Trump            | 10                     |
| Louis Heathcote       | 9                      |
| Hossein Vafaei        | 9                      |
| Elliot Slessor        | 9                      |
| Zhou Yuelong          | 8                      |
| Fan Zhengyi           | 8                      |
| Neil Robertson        | 8                      |
| Michael Holt          | 8                      |
| Yuan Sijun            | 7                      |
| Adam Stefanow         | 7                      |
| Bai Langning          | 7                      |
| Jimmy Robertson       | 7                      |
| Chris Wakelin         | 7                      |
| Alfie Burden          | 7                      |
| Joe O'Connor          | 7                      |
| Robbie Williams       | 7                      |
| Zhang Anda            | 6                      |
| Alan McManus          | 6                      |
| Marco Fu              | 6                      |
| Chen Feilong          | 6                      |
| Liam Highfield        | 6                      |
| Ryan Day              | 6                      |
| Xu Si                 | 5                      |
| Stuart Bingham        | 5                      |
| Hammad Miah           | 5                      |
| Mark Williams         | 5                      |
| Martin O'Donnell      | 5                      |
| Sunny Akani           | 5                      |
| John Astley           | 5                      |
| Ben Woollaston        | 4                      |
| Lu Ning               | 4                      |
| Anthony Hamilton      | 4                      |
| Ryan Davies           | 4                      |
| Mike Dunn             | 4                      |
| Sam Craigie           | 4                      |
| Andy Lee              | 4                      |
| Brandon Sargeant      | 4                      |
| Michael Georgiou      | 4                      |
| Daniel Wells          | 4                      |
| Andrew Higginson      | 3                      |
| Gerard Greene         | 3                      |
| Duane Jones           | 3                      |
| Yan Bingtao           | 3                      |
| Riley Parsons         | 3                      |
| Noppon Saengkham      | 3                      |
| Martin Gould          | 3                      |
| Kacper Filipiak       | 3                      |
| Ding Junhui           | 3                      |
| Jamie O'Neill         | 3                      |
| Andy Hicks            | 3                      |
| David Lilley          | 3                      |
| Scott Donaldson       | 3                      |
| Simon Lichtenberg     | 3                      |
| Thor Chuan Leong      | 3                      |
| Jak Jones             | 3                      |
| Sam Baird             | 3                      |
| David Grace           | 3                      |
| Matthew Stevens       | 2                      |
| Anthony McGill        | 2                      |
| Ali Carter            | 2                      |
| Barry Pinches         | 2                      |
| Zhang Jiankang        | 2                      |
| Rod Lawler            | 2                      |
| Lei Peifan            | 2                      |
| Michael White         | 2                      |
| Ian Burns             | 2                      |
| Robert Milkins        | 2                      |
| Harvey Chandler       | 2                      |
| Chang Bingyu          | 2                      |
| Luo Honghao           | 2                      |
| Jamie Clarke          | 2                      |
| Jimmy White           | 2                      |
| Mark Davis            | 2                      |
| Mitchell Mann         | 2                      |
| Alexander Ursenbacher | 2                      |
| James Wattana         | 2                      |
| Billy Joe Castle      | 2                      |
| Mark Lloyd            | 1                      |
| James Cahill          | 1                      |
| Stuart Carrington     | 1                      |
| Luca Brecel           | 1                      |
| Lyu Haotian           | 1                      |
| Liang Wenbó           | 1                      |
| Jackson Page          | 1                      |
| Jordan Brown          | 1                      |
| Mark Joyce            | 1                      |
| Oliver Lines          | 1                      |
| Chen Zifan            | 1                      |

#### Century Breaks (71)[6]
| N° | Giocatore          | Century Breaks | Miglior Break |
| -- | ------------------ | -------------- | ------------- |
| 1  | David Gilbert      | 6              | 136           |
| 2  | Tom Ford           | 5              | 147 (£5.000)  |
| =  | Mark Selby         | 5              | 132           |
| 3  | Judd Trump         | 3              | 135           |
| =  | Mark Allen         | 3              | 129           |
| =  | Tian Pengfei       | 3              | 124           |
| =  | Kurt Maflin        | 3              | 115           |
| 4  | Ronnie O'Sullivan  | 2              | 134           |
| =  | Lee Walker         | 2              | 126           |
| =  | Yan Bingtao        | 2              | 125           |
| =  | Ricky Walden       | 2              | 125           |
| =  | Michael Holt       | 2              | 122           |
| =  | Neil Robertson     | 2              | 118           |
| =  | Thepchaiya Un-Nooh | 2              | 117           |
| =  | Stuart Bingham     | 2              | 111           |
| =  | Mei Xiwen          | 2              | 108           |
| 5  | Barry Hawkins      | 1              | 143           |
| =  | Mark Williams      | 1              | 142           |
| =  | Dominic Dale       | 1              | 142           |
| =  | Gary Wilson        | 1              | 141           |
| =  | Fergal O'Brien     | 1              | 136           |
| =  | Jimmy Robertson    | 1              | 134           |
| =  | Shaun Murphy       | 1              | 133           |
| =  | Riley Parsons      | 1              | 130           |
| =  | Joe Perry          | 1              | 128           |
| =  | Xiao Guodong       | 1              | 128           |
| =  | Joe O'Connor       | 1              | 127           |
| =  | Mike Dunn          | 1              | 120           |
| =  | Luo Honghao        | 1              | 120           |
| =  | Zhou Yuelong       | 1              | 119           |
| =  | Sunny Akani        | 1              | 118           |
| =  | Jamie O'Neill      | 1              | 114           |
| =  | Ryan Day           | 1              | 108           |
| =  | Hammad Miah        | 1              | 107           |
| =  | Anthony McGill     | 1              | 106           |
| =  | Zhang Anda         | 1              | 105           |
| =  | Yuan Sijun         | 1              | 104           |
| =  | Matthew Stevens    | 1              | 103           |
| =  | Adam Stefanow      | 1              | 103           |
| =  | Andy Lee           | 1              | 102           |
| =  | Kacper Filipiak    | 1              | 100           |

#### Break Massimi da 147 (1)
| N° | Giocatore | Avversario   |
| -- | --------- | ------------ |
| 1  | Tom Ford  | Shaun Murphy |